# Vonda Shepard
Vonda Shepard (New York, 7 juli 1963) is een Amerikaans zangeres.

## Biografie
Vonda Shepard werd geboren in New York, maar haar familie verhuisde naar Californië toen ze nog een kind was. Ze speelt sinds jonge leeftijd piano. Haar vader is Richmond Shepard, een mimespeler en improvisatie-acteur. Vonda heeft drie zussen: Armina, Rosetta (nu Brianna) en Luana.
Voordat ze een eigen platencontract kreeg, was ze lange tijd achtergrondzangeres. Haar eerste hit was in 1987, toen ze met Dan Hill het duet Can't we try opnam.

## Discografie

### Albums
| Album met eventuele hitnotering(en) in de Nederlandse Album Top 100 | Datum van verschijnen | Datum van binnenkomst | Hoogste positie | Aantal weken | Opmerkingen |
| ------------------------------------------------------------------- | --------------------- | --------------------- | --------------- | ------------ | ----------- |
| Vonda Shepard                                                       | 1989                  | -                     | -               | -            |             |
| The Radical Light                                                   | 1992                  | -                     | -               | -            |             |
| It's Good, Eve                                                      | 1996                  | -                     | -               | -            |             |
| Songs From Ally McBeal                                              | 1998                  | 26-9-1998             | 37              | 49           |             |
| By 7:30                                                             | 1999                  | -                     | -               | -            |             |
| Heart and Soul: New Songs from Ally McBeal                          | 1999                  | 20-11-1999            | 29              | 19           |             |
| Ally McBeal: A very Ally Christmas                                  | 2000                  | -                     | -               | -            |             |
| Ally McBeal: For once in my Life                                    | 2001                  | 5-5-2001              | 40              | 8            |             |
| Chinatown                                                           | 2002                  | -                     | -               | -            |             |
| Live: A Retrospective                                               | 2005                  | -                     | -               | -            |             |
| From The Sun                                                        | 2008                  | -                     | -               | -            |             |
| The Best of Ally McBeal - The Songs of Vonda Shepard                | 2009                  | -                     | -               | -            |             |

### Singles
| Single met eventuele hitnotering(en) in de Nederlandse Top 40 | Datum van verschijnen | Datum van binnenkomst | Hoogste positie | Aantal weken | Opmerkingen  |
| ------------------------------------------------------------- | --------------------- | --------------------- | --------------- | ------------ | ------------ |
| Can't We Try                                                  | 1987                  | 07-11-1987            | 24              | 4            | met Dan Hill |

## Trivia
- Na haar derde album werd Shepard gecast voor de serie Ally McBeal, na een ontdekking door de schrijver, David E. Kelley. Gedurende de serie nam ze onder meer twee volledige soundtrackalbums op. De nummers die werden opgenomen voor de Ally McBeal-soundtrackalbums waren vooral covers van oude liedjes, met teksten die parallel liepen met wat er gebeurde in en rond het leven van de hoofdpersoon. Sinds het verschijnen in de serie bracht ze één live- en twee studio-albums uit.
- Shepard is sinds 2004 getrouwd met producer Mitchell Froom. Hun eerste kind, Jack Froom, werd geboren op 15 april 2006. Ze is ook de stiefmoeder van de dochter (Ruby) van Froom, uit zijn eerdere huwelijk met Suzanne Vega.

- Bibsys: 4103078
- Bibliothèque nationale de France: cb14034990k (data)
- Gemeinsame Normdatei: 134785088
- International Standard Name Identifier: 0000 0000 7840 5586
- Library of Congress Control Number: n92019869
- MusicBrainz: 31e82ae9-f414-4a68-a0bf-d2719368166d
- Nationale Bibliotheek van Tsjechië: xx0088221
- Nationale Bibliotheek van Polen: a0000001256774
- Nederlandse Thesaurus van Auteursnamen: 102572534
- Réseau des bibliothèques de Suisse occidentale: 02-A006125927
- Système universitaire de documentation: 252666747
- Virtual International Authority File: 42040348
- WorldCat: E39PBJkXBjjt8D4WG7kkM6vyh3